# A Place in Hell
A Place in Hell é um futuro filme americano de suspense escrito e dirigido por Chloe Domont e estrelado por Michelle Williams e Daisy Edgar-Jones.

## Elenco
- Michelle Williams
- Daisy Edgar-Jones
- Andrew Scott
- Danny Huston
- Arturo Castro
- Rob Yang
- Kyle Mooney
- Dani Oliveros
- Esther McGregor

## Produção
Foi anunciado em fevereiro de 2025 que Chloe Domont havia definido seu próximo projeto, com Michelle Williams e Daisy Edgar-Jones estrelando. Em maio de 2025, foi relatado que as filmagens haviam começado em Nova York e Nova Jersey, com Danny Huston também fazendo parte do elenco. Em junho de 2025, Andrew Scott se juntou ao elenco. Em julho de 2025, as gravações haviam sido concluídas, com Neon se juntando ao filme como financiador e distribuidor doméstico e cofinanciador da Republic Pictures lidando com territórios internacionais. No mesmo mês, foi relatado que Arturo Castro, Kyle Mooney, Dani Oliveros e Esther McGregor faziam parte do elenco.